# Мацейовента
Мацейовента (пол. Maciejowięta, нім. Matznorkehmen) — село в Польщі, у гміні Дубенінки Ґолдапського повіту Вармінсько-Мазурського воєводства.
Населення — 57 осіб (2011).
У 1975-1998 роках село належало до Сувальського воєводства.

## Демографія
Демографічна структура станом на 31 березня 2011 року:
|          | Загалом | Допрацездатний вік | Працездатний вік | Постпрацездатний вік |
| -------- | ------- | ------------------ | ---------------- | -------------------- |
| Чоловіки | 29      | 2                  | 26               | 1                    |
| Жінки    | 28      | 5                  | 16               | 7                    |
| Разом    | 57      | 7                  | 42               | 8                    |